# A Day In The Sun
«A Day In The Sun» (en español Un Día En El Sol) es una canción de la cantante estadounidense Hilary Duff perteneciente a su segundo álbum de estudio Metamorphosis, añadido como un tema extra en la edición japonesa. Fue lanzada como un pre-single que sirvió para promocionar el álbum en las radios japonesas.[cita requerida]
La canción fue escrita por el compositor americano Charlie Midnightt y el compositor canadiense Matthew Gerrard, y producida por este último.

## Versión de Anneliese van der Pol
En el 2006, la canción fue grabada por la cantante neerlando-estadounidense Anneliese van der Pol.

### Información
La cantante Anneliese van der Porl grabó la canción para la segunda banda sonora de la serie de Disney Channel That's So Raven, la cual fue lanzada el 7 de marzo de 2006, bajo el título de That's So Raven Too!.
La canción se lanzó como el tercer sencillo para promocionar dicha banda sonora. Se colocó en la posición número 32 en UK Singles Chart.

### Vídeo
En el video oficial se ve a van der Pol con un micrófono cantando sobre un pequeño escenario y también se muestran escenas de la serie.

### Créditos
- Coros - Ashley Saunig
- Bajo - Matthew Gerrard
- Batería - Greg Critchley
- Guitarra - Matthew Gerrard
- Teclados - Matthew Gerrard
- Mezclas - Matthew Gerrard
- Productor - Matthew Gerrard
- Programación - Matthew Gerrard
- Escritores - Charlie Midnightt, Matthew Gerrard[3]